# Csönge
Csönge est un village de Hongrie, situé dans le département de Vas. Lors du recensement de 2004, on a dénombré 413 habitants.